# Мартиненко Михайло Дмитрович
Михайло Дмитрович Мартиненко (біл. Міхаіл Дзмітрыевіч Мартыненка, н. 22 жовтня 1937, село Крупська, Брагінський район, Гомельська область) — білоруський математик, доктор фізико-математичних наук (1972, Деякі просторові задачі теорії пружності), професор (1976).

## Життєпис
Закінчив Львівський державний університет (1959). З 1971 р. працює в БДУ. Наукові праці за інтегральним рівнянням і їх додатків. Розробив новий метод інтегральних рівнянь для еліптичних крайових задач в областях складної будови і параболічних задач без початкових даних, запропонував метод дельта-подібної апроксимації для розв'язання інтегральних рівнянь першого роду.

## Наукові роботи
- Развитие теории контактных задач в СССР. М., 1976;
- Метод квазифункций Грина в механике деформируемого твердого тела. Мн., 1993 (разом з М. Журавковим);
- Теоретические основы деформационной механики блочно-слоистого массива соляных горных пород. Мн., 1995 (разом з М. Журавковим).